# Lysá pod Makytou
Lysá pod Makytou (hongrois : Fehérhalom) est un village de Slovaquie situé dans la région de Trenčín.

## Histoire
La première mention écrite du village date de 1471.

## Démographie

### Évolution de la population
| Année:               | 1994. | 2004.   | 2014.   | 2024.   |
| -------------------- | ----- | ------- | ------- | ------- |
| Nombre de personnes: | 2173  | 2155    | 2127    | 1964    |
| Différence:          |       | -0,82 % | -1,29 % | -7,66 % |

| Année:               | 2023. | 2024.   |
| -------------------- | ----- | ------- |
| Nombre de personnes: | 2001  | 1964    |
| Différence:          |       | -1,84 % |